# (33238) 1998 GE9
1998 GE9 (asteroide 33238) é um asteroide da cintura principal. Possui uma excentricidade de 0.11747900 e uma inclinação de 15.18646º.
Este asteroide foi descoberto no dia 2 de abril de 1998 por LINEAR em Socorro.